# Mowag Piranha
MOWAG Piranha là một dòng chiến xa bọc thép thiết kế bởi công ty Thụy Sĩ MOWAG (kể từ tháng 4 năm 2010 công ty đổi tên thành General Dynamics European Land Systems – Mowag GmbH).
Dòng chiến xa đã có 5 thế hệ được sản xuất bởi Mowag hay theo giấy phép do các công ty khác, và các biến thể đang được sử dụng trong nhiều lực lượng vũ trang trên toàn thế giới.

## Biến thể
Piranhas có các phiên bản có số bánh xe 4×4, 6×6, 8×8, và 10×10. Có vài biến thể trong cùng một phiên bản, khác nhau về lớp giáp và kiểu tháp pháo nhằm cho các mục đích sử dụng khác nhau. Các biến thể của Piranha được thiết kế nhằm đáp ứng nhiều vai trò như chuyên chở binh lính, chiến xa chỉ huy, chiến xa hỗ trợ hỏa lực, huấn luyện lái xe tăng, và cho lực lượng hành pháp.
Piranhas được Quân đội Thụy Sĩ sử dụng. Và các biến thể Piranha Thụy Sĩ sản xuất đã được xuất khẩu tới Thụy Điển, Đan Mạch, Ireland, Romania, Tây Ban Nha, và Bỉ. Lục quân Romania và Lục quân Bỉ chọn biến thể Piranha IIIC 8x8. Bỉ đã chuyên đổi tất cả xe trong quân đội sang chiến xa bánh lốp, và thay thế toàn bộ các chiến xa M113, AIFV và Leopard 1 bằng 268 Piranha IIIC gồm bảy biến thể.
Các biến thể Piranha đã được sản xuất thông qua giấy phép bởi các công ty General Dynamics (Canada), BAE Systems Land Systems (UK), Cardoen và FAMAE (Chile), và ở USA. Chiến xa 8x8 US Army Stryker được phát triển dựa trên chiến xa LAV III của Canada, trong khi chiến xa này lại dựa trên chính chiến xa Piranha, điều này tương tự như dòng chiến xa LAV-25 đang trong biên chế USMC. Lực lượng Quốc phòng Australia cũng có phiên bản Piranha I 8x8 biến đổi của riêng họ được biết đến với cái tên ASLAV (Australian Light Armoured Vehicle nghĩa là Chiến xa Bọc thép Hạng nhẹ Australia). ASLAV được hai trung đoàn kỵ binh (Trung đoàn 2 Kỵ binh và Trung đoàn 2nd/14th Khinh Mã) sử dụng trong vai trò trinh sát và chuyên chở binh lính.
Một vài dòng, như Chiến xa Bọc thép hạng nhẹ-25 (LAV-25) của United States Marine Corps và các biến thể, đều được trang bị chân vịt cho vai trò đổ bộ, mặc dù khả năng lội nước chỉ giới hạn ở vùng nước tĩnh.
Phiên bản Piranha V mới ra đời, nặng khoảng 25 đến 30 tấn, được công bố đã tạm thời chiến thắng trong chương trình FRES của Lục quân Anh quốc vào ngày 8 tháng 5 năm 2008. Tuy nhiên, nó đã bị hủy bỏ  bảy tháng sau đó và cuộc cạnh tranh vẫn tiếp tục.
General Dynamics European Land Systems đã công bố mẫu Piranha Class 5 tại EUROSATORY 2010 vào ngày 15 tháng 6 và mẫu này được báo cáo là được cơ quan British MoD quan tâm nhưng phải đương đầu với vấn đề cắt giảm ngân sách.

### MOWAG Piranha 4×4 IB
MOWAG Piranha 4×4 IB là một loại xe bọc thép chở quân.
Dòng Piranha I được ra đời năm 1974, Piranha 4×4 IB được thiết kế như là chiến xa hạng nhẹ đảm nhận vai trò phương tiện trinh sát và tấn công chớp nhoáng. Nó có thể đảm nhận nhiệm vụ đổ bộ nhờ vào hai chân vịt. và hoạt động trong vùng bị ô nhiễm NBC. Piranha 4×4 cũng được thiết kế cho nhu cầu của cảnh sát. Ngoài ra, các phiên bản MOWAG Grenadier và Mowag Spy cũng đang được nghiên cứu. Các mẫu thử nghiệm của Piranha 4×4 IB đã trải qua vô số bài kiểm tra với nhiều loại thiết bị và động cơ khác nhau. Do sự phát triển nhanh chóng của công nghệ và biến đổi của nhu cầu đối với chiến xa nên không có chiếc Piranha nào dùng động cơ xăng được bán. Mẫu này hiện được trưng bày trong Bảo tàng Quân sự Schweizerisches Militärmuseum Full.

### MOWAG Piranha IB 6×6
Mẫu thử nghiệm Piranha đầu tiên được sản xuất là 6×6 IB năm 1972. Đây có thể được xem là bước chuyển mới cho dòng Piranha vì nhiều đột phá kỹ thuật khác nhau (tại thời điểm đó) như hệ thống treo độc lập, đơn vị nguồn tích hợp ở phía đầu xe lệch phải (tương tự như chiến xa đổ bộ) dùng hai chân vịt. Mẫu thử nghiệm này được thử nghiệm với nhiều động cơ và thiết bị khác nhau nhằm đáp ứng cho các khách hàng tiềm năng như Lục quân Canada vốn tự sản xuất với phiên bản AVGP. Thụy Sĩ bán giấy phép sản xuất cho Chile vào năm 1983. Trong Lục quân Thụy Sĩ phiên bản Piranha 6×6 được dùng cho các nhiệm vụ tải thương, chiến xa chỉ huy C3 và lắp thêm BGM-71 TOW trong vai trò Pháo tự hành chống tăng. Mẫu thử nghiệm này cùng với xe tải thương Piranha 6×6 được trưng bày ở Bảo tàng Schweizerisches Militärmuseum Full.

### MOWAG Piranha IIIC 10×10
Theo đà phát triển của dòng Piranha do nhu cầu ngày càng tăng dẫn đến sự phát triển của mẫu Mowag Shark với vai trò chiến xa chở vũ khí hạng nặng, đến đây thiết kế của Piranha đã đạt đến giới hạn chịu tải của nó. Mẫu Piranha 10×10 (sản xuất năm 1994), là một nỗ lực nhằm tăng khả năng chịu tải, nó dùng trục xe thế hệ thứ 5 tương tự với loại dùng trong các model Piranha nhỏ hơn. Piranha 10×10 được thiết kế với vai trò chiến xa chở vũ khí hạng nặng, nhưng chỉ có một số lượng nhỏ được sản xuất cho Thụy Điển tương tự nhu xe tăng chỉ huy LIRKA và chiến xa mang radar Kapris. Piranha IIIC 10×10 đánh dấu một bước phát triển quan trọng kể từ mẫu Piranha IIIC 8×8. Mẫu thử nghiệm Piranha IIIC 10×10 đã trải qua nhiều bài kiểm tra, bao gồm ở Thụy Điển và hiện nay đang trưng bày ở Schweizerisches Militärmuseum Full.

## Các dòng xe

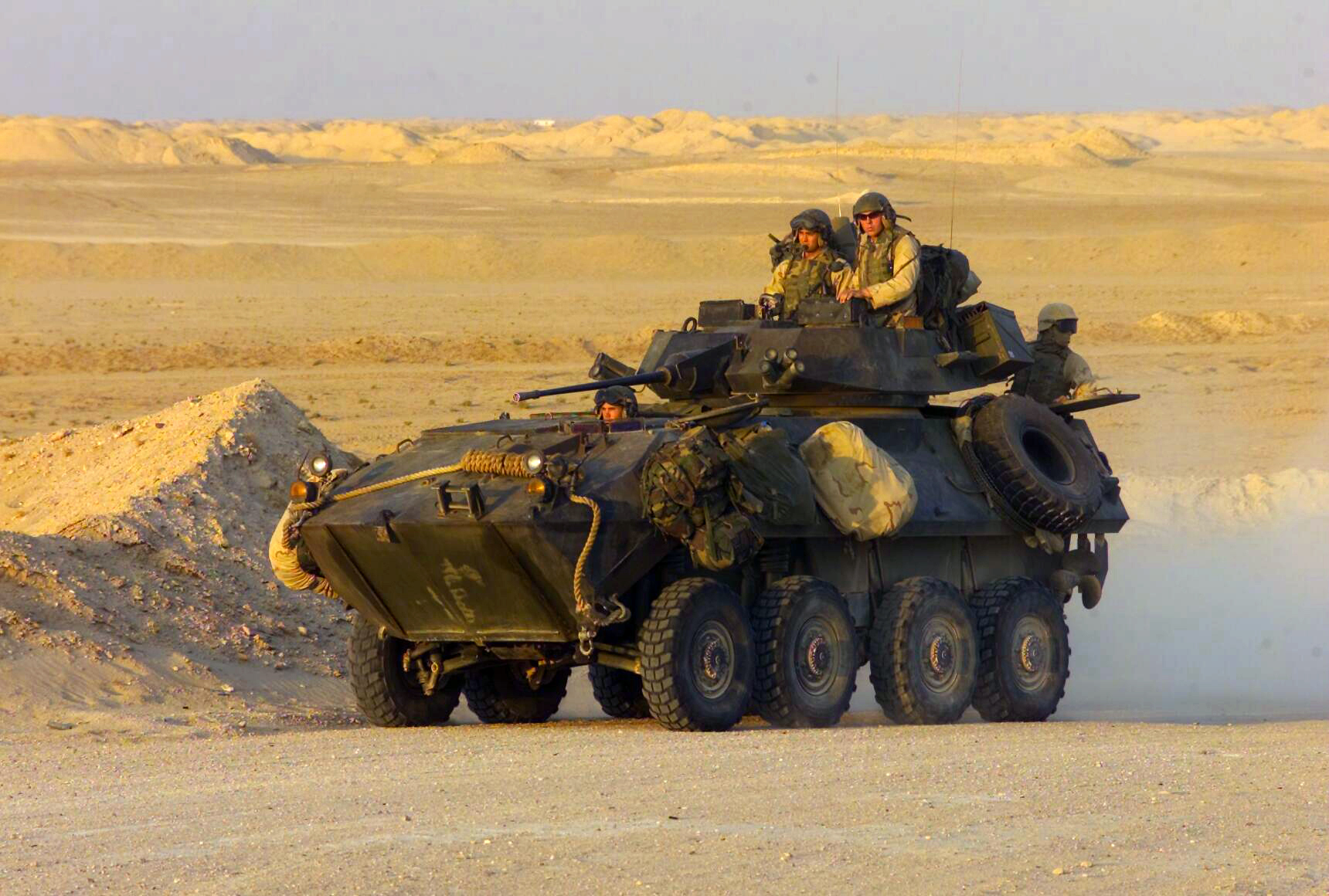
The LAV-25 has two M240 machine guns and a 25 mm autocannon.

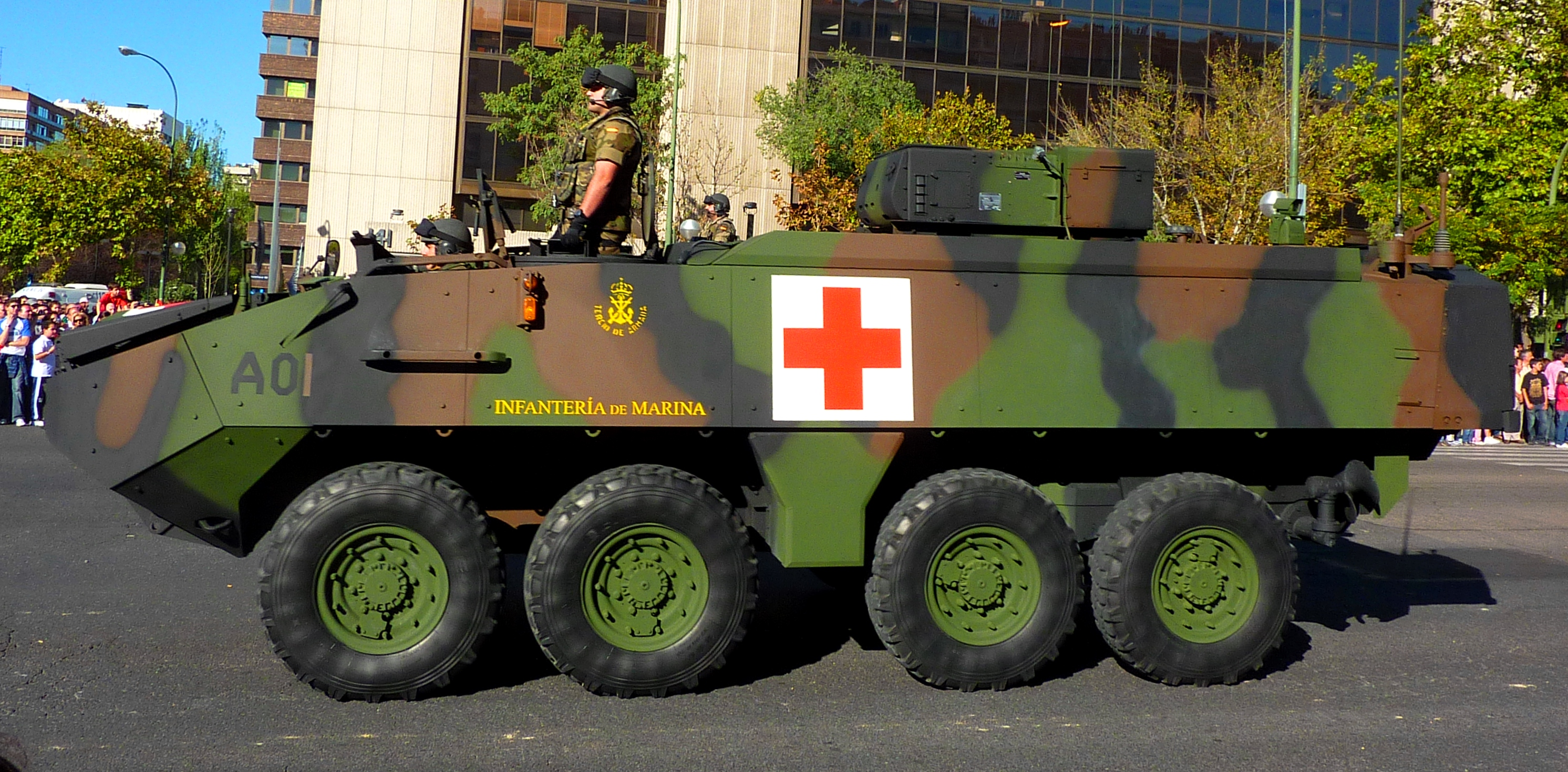
MOWAG Piranha IIIC ambulance of the Spanish Marines

- Piranha I
  - AVGP
  - LAV-25
    - ASLAV Type I
- Piranha II
  - Desert Piranha
  - LAV II
    - Bison
      - ASLAV Types II and III

    - Coyote [6]
- Piranha III
  - Piranha IIIC
  - Piranha IIIH
    - LAV III
      - Stryker
      - NZLAV
- Piranha IV
- Piranha V

## Các bên sử dụng

### Piranha I

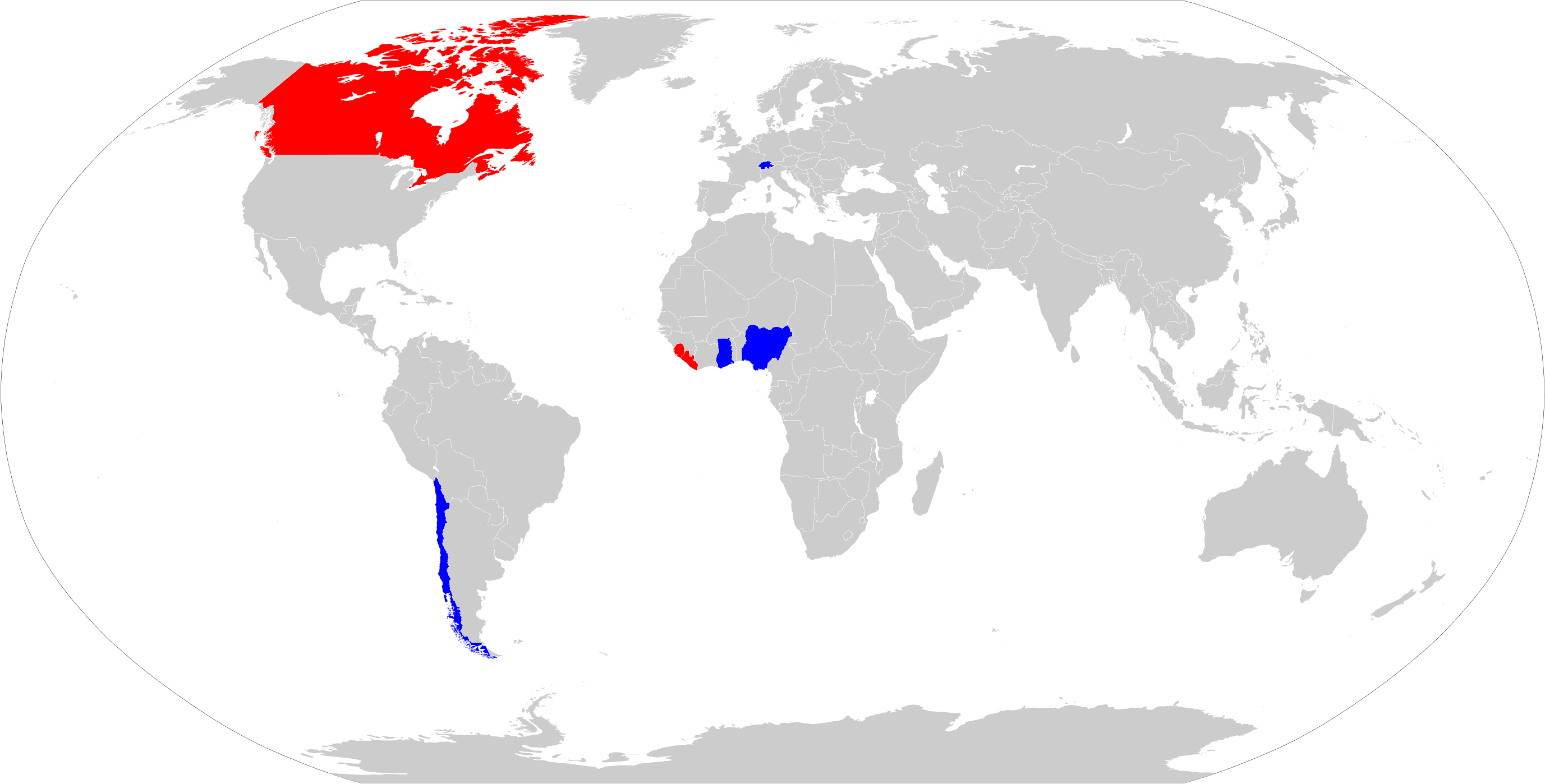
Map of Pirahna 1 operators in blue with former operators in red

- Lục quân Australia – 257 ASLAV[7]
- Chilean army – 240 Piraña I 6×6 và 125 Piraña I 8×8.
- Ghana Army – 63 Piranha I 4×4,6×6 và 8×8.[8][9]
- Nigerian Army – between 60 and 140.[10]
- Swiss Army – 310 Piranha TOW, including 40 transformed into ambulance (Armament Program 2005, delivered in 2006-2007)[11] and 160 converted in command vhc with M153 Protector (Armament Program 2006, delivered in 2008-2010)[12]
- U.S. Marine Corps - 778 LAV 25

### Piranha II

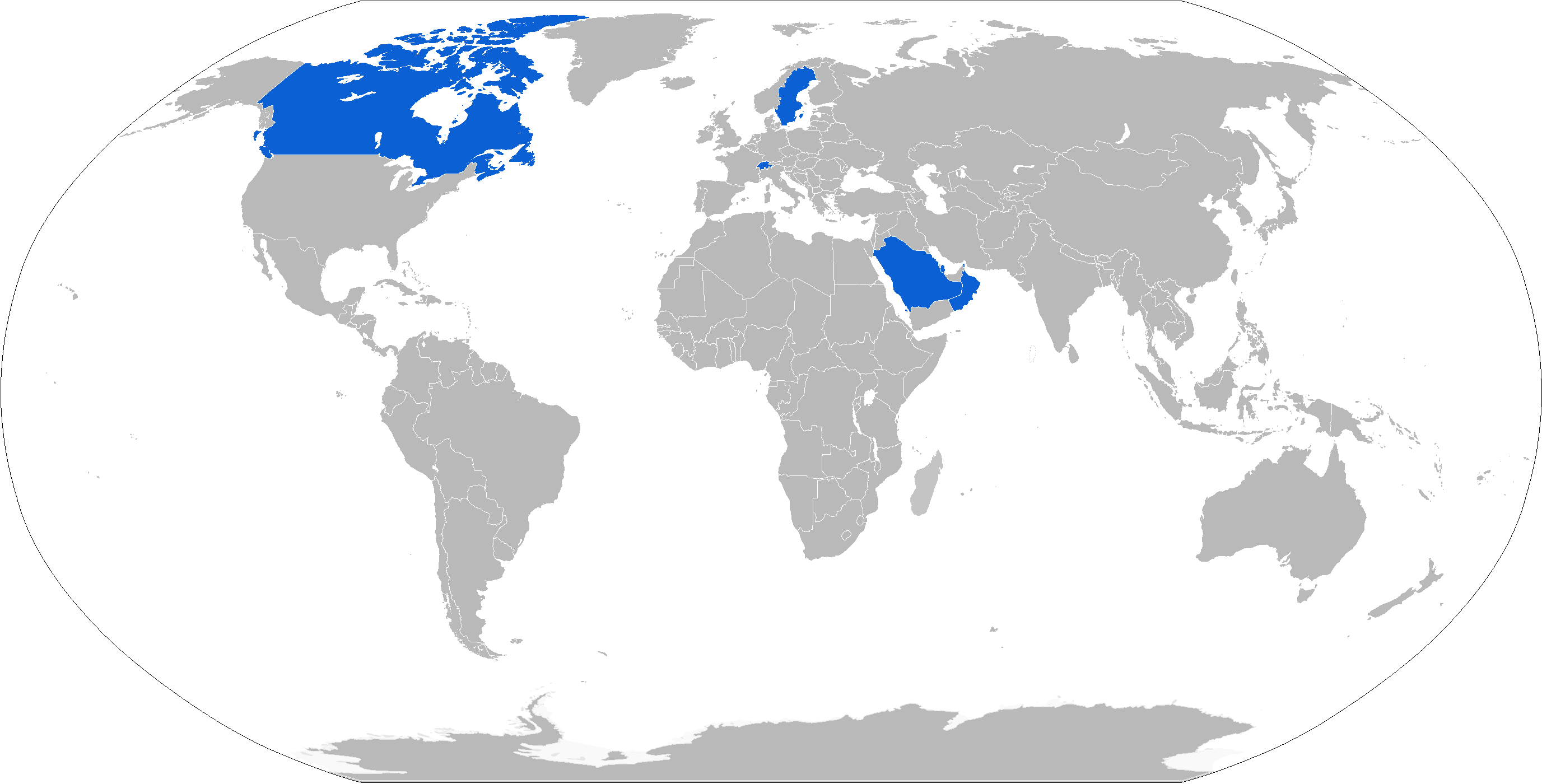
Map of Pirahna 2 operators in blue

- Canadian Army – 199 Bison[13] và Coyote AFVs
- Royal Army of Oman – 174 Piranha II in 7 versions.[8]
- Qatar Armed Forces – 40 Piranha II 8x8 built under licence by former British firm Alvis PLC. (36 CCTS-90 tank hunter with a Belgian Cockerill 90 mm gun[14] and 4 ARVs-recovery).[10]
- Saudi Arabian National Guard – 1,117 LAV/Piranha II in 10 versions; another 132 ordered.[8]
- Swedish Army – 44 Piranha II 10×10 including 27 Armoured Sensor Vehicle and 17 Armoured Command Vehicle (7.62 mm machine gun) and 10 Piranha II 8×8 Armoured Escort Vehicle ordered in 1997
- Swiss Army – over 500 Piranha IIC (APC93 8×8), including command version (Kdo Pz 93+)

### Piranha III

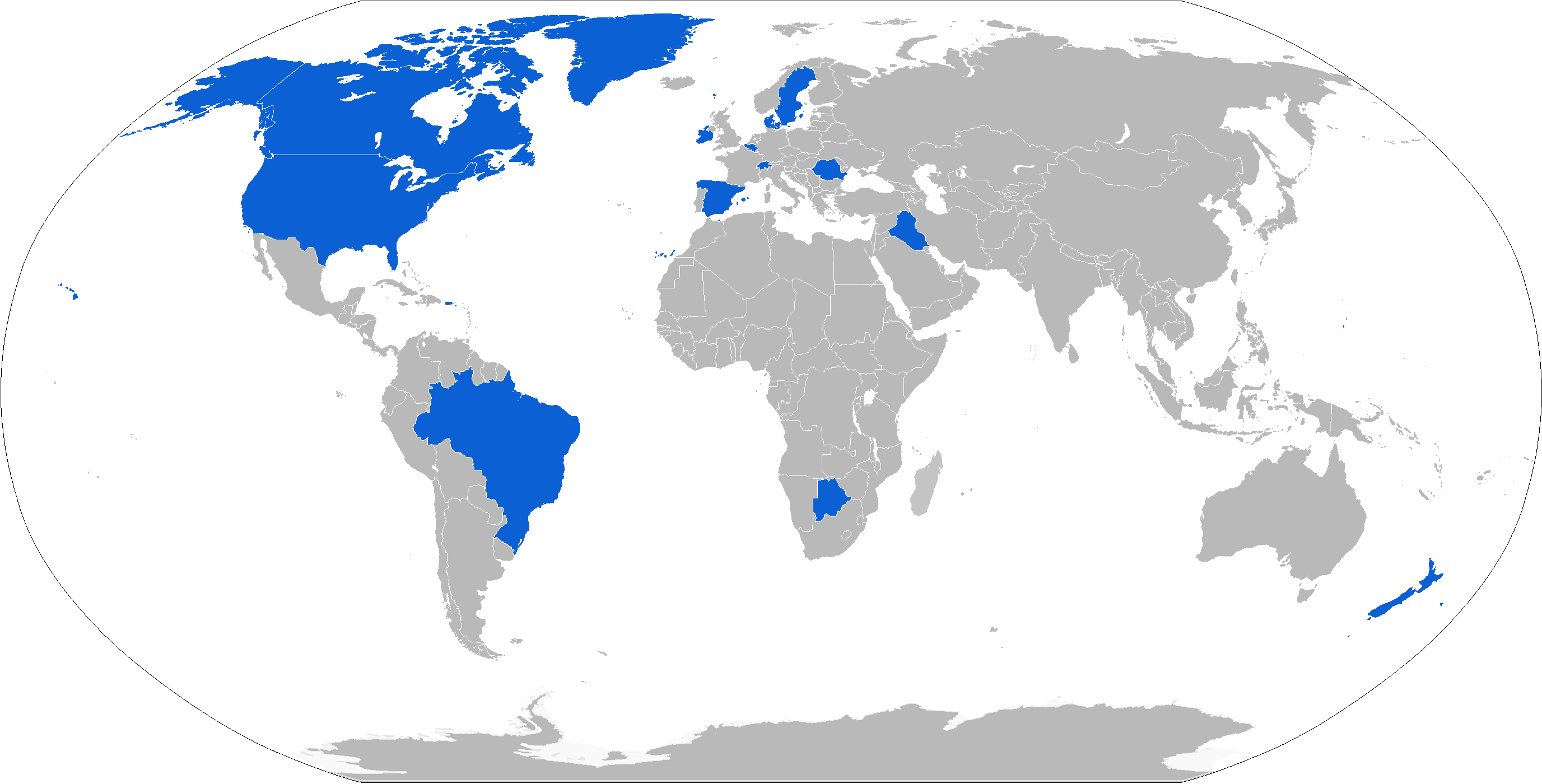
Map of Pirahna 3 operators in blue

- Belgian Army – 242 Piranha IIIC 8×8 in 7 versions ordered.[15]
- Botswana Defence Force – 45 Piranha IIIC.[8]
- Brazilian Marine Corps – 30 Piranha IIIC in 3 versions.[16]
- Canadian Army – 651 LAV III.[13]
- New Zealand Army – 105 LAV III.[13]
- Danish Army – 18 Piranha IIIH, and 115 Piranha IIIC; all fitted with the Lemur 12.7mm OHW.[8]
- Iraqi Army – 400 Stryker[17]
- Irish Army – 80 Piranha IIIH in 6 versions.[8]
- Romanian Land Forces – 33 Piranha IIIC.[18]
- Spanish Navy Marines – 39 Piranha IIIC in 3 versions.[8]
- Swedish Army – 33 Piranha IIIC.[8]
- Swiss Army – ? Piranha IIIC, including 56 communication and Radio Access Point vhc[19] and 12 NBC detection vehicles (vhc expl ABC / ABC Aufkl Fz).[20]
- U.S. Army - 4,466 Stryker

### Piranha V

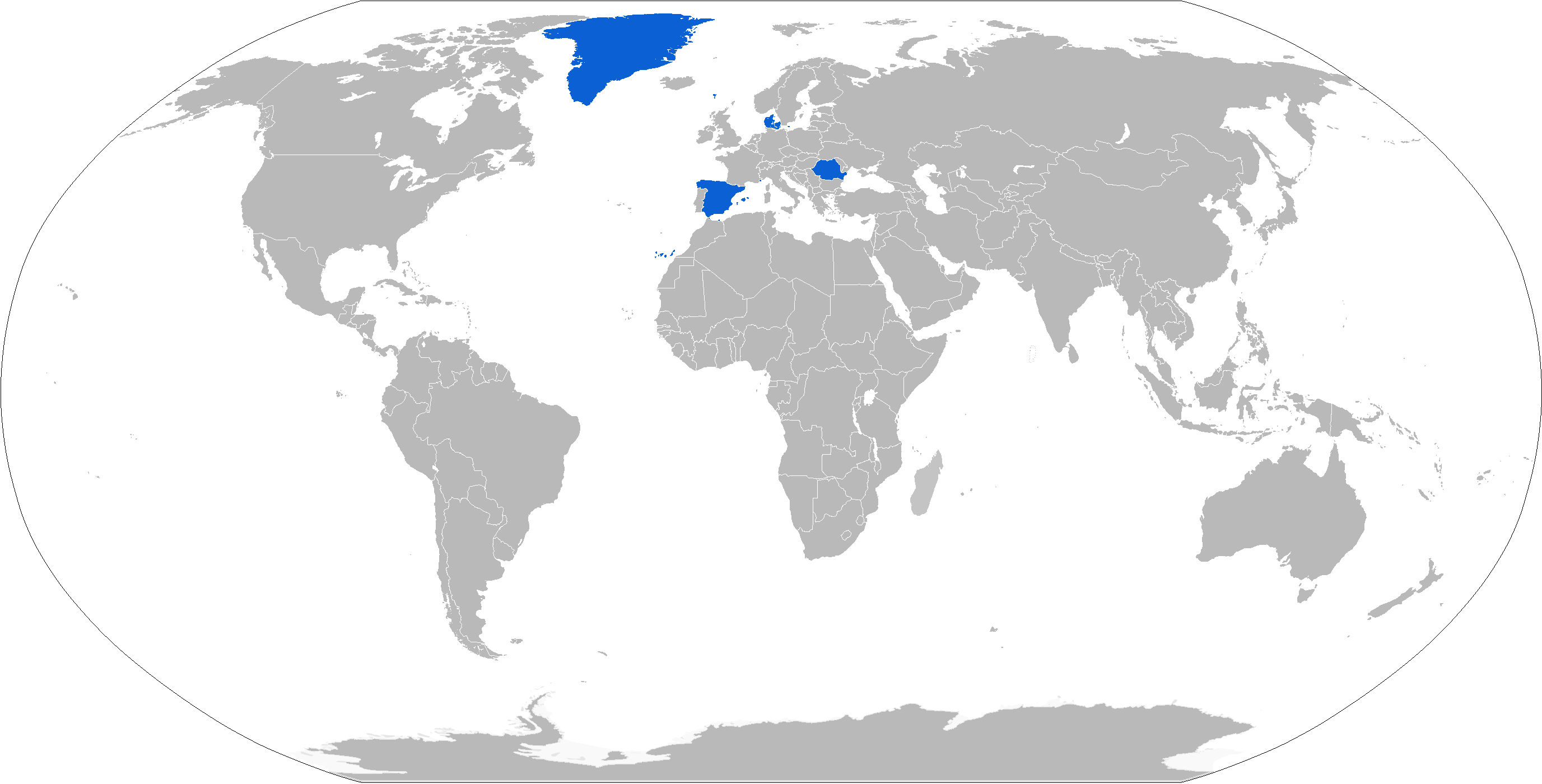
Map with Piranha 5 operators in blue

- Danish Army - In the process of acquiring 309 units. The first were delivered in May 2017, with all expected to be in use by 2023.[21][22]
- Monégasque Carabiniers – Two Piranha V units.[23]
- Romanian Land Forces – 227 units are on order. They are to be produced locally. Three units were already produced. A total of five should arrive by the end of 2017.[24]
- Spanish Army – Five units were acquired in 2015 as prototypes for the VBMR program.

## Các bên đã loại biên
- Canadian Army – 491 AVGP.
- Armed Forces of Liberia – 10 Piranha I 4×4.[25] Saw service during the Second Liberian Civil War.[26]
- Sierra Leone Army - about 10 Piranha I 6×6[10] (Non operational)